# Resolutie 1740 Veiligheidsraad Verenigde Naties
Resolutie 1740 van de Veiligheidsraad van de Verenigde Naties werd op 23 januari 2007 unaniem door de VN-Veiligheidsraad aangenomen en richtte de VN-vredesmacht in Nepal op.

## Achtergrond
Toen de Communistische Partij van Nepal, of de maoïsten, in 1996 uitgesloten werd, nam ze de wapens op tegen de autoritaire monarchie die Nepal toen was, met als doel de stichting van een volksrepubliek. Dit conflict duurde tot 2006 en kostte zo'n 13.000 levens. In november 2006 werd een vredesakkoord gesloten en op vraag van Nepal werd in januari 2007 de VN-Missie in Nepal opgericht om op de uitvoering ervan toe te zien. Eind 2007 besloot het Nepalese parlement de monarchie af te schaffen en werd het land een republiek.

## Inhoud

### Waarnemingen
Eind 2006 hadden de regering en de maoïstische opstandelingen in Nepal een vredesakkoord ondertekend. Zij vroegen nu de VN om bijstand bij de uitvoering van dat akkoord, en vooral het toezicht op wapens, militairen en verkiezingen.

### Handelingen
De Veiligheidsraad richtte de politieke VN-missie in Nepal op met volgend mandaat:
a. Toezicht op het beheer van de wapens en militairen van beide zijden.
b. De partijen bijstaan bij de uitvoering van hun akkoord over die wapens en militairen.
c. Bijstand met het toezicht op het staakt-het-vuren.
d. Ondersteuning bij de verkiezing van een grondwetgevende vergadering.
e. Een klein team van verkiezingswaarnemers om toe te zien op het verkiezingsproces.
De missie werd opgericht voor een initiële periode van twaalf maanden.

## Verwante resoluties
- Resolutie 1796 Veiligheidsraad Verenigde Naties (2008)
- Resolutie 1825 Veiligheidsraad Verenigde Naties (2008)

Lijst ·  1739 ·  1740 ·  1741 ·  1742 ·  1743 ·  1744 ·  1745 ·  1746 ·  1747 ·  1748 ·  1749 ·  1750 ·  1751 ·  1752 ·  1753 ·  1754 ·  1755 ·  1756 ·  1757 ·  1758 ·  1759 ·  1760 ·  1761 ·  1762 ·  1763 ·  1764 ·  1765 ·  1766 ·  1767 ·  1768 ·  1769 ·  1770 ·  1771 ·  1772 ·  1773 ·  1774 ·  1775 ·  1776 ·  1777 ·  1778 ·  1779 ·  1780 ·  1781 ·  1782 ·  1783 ·  1784 ·  1785 ·  1786 ·  1787 ·  1788 ·  1789 ·  1790 ·  1791 ·  1792 ·  1793 ·  1794